# Nischan el Iftikhar

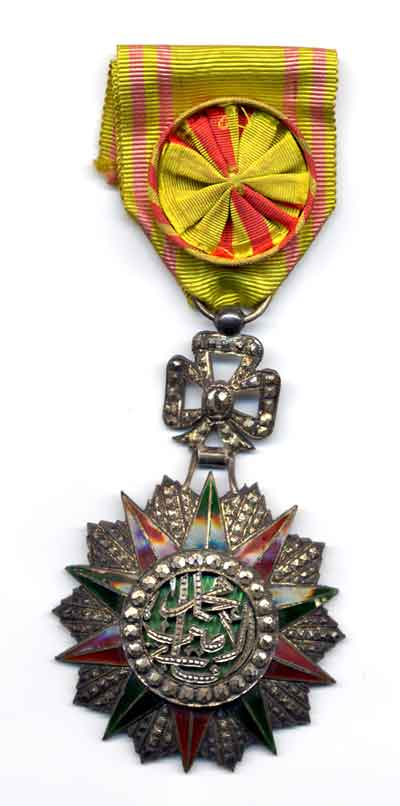
Offizierskreuz des Nischan el Iftikhar

Der Nischan-el-Iftikhar-Orden (arabisch نيشان الافتخار, DMG Nīšān al-Iftiḫār), deutsch Orden des Ruhmes, war ein Zivil- und Militär-Verdienstorden in Tunesien.

## Geschichte
Der Orden wurde 1835 von Haines Bei gestiftet. Er wurde in den Jahren 1837 bis 1855, aber besonders von 1853 bis 1855, von der Regierung unter Ahmad I. al-Husain oft geändert. 1855 war der Orden in fünf Klassen gestuft. In dieser Form stellte er eine Nachempfindung der Ehrenlegion dar. Er wurde bis zur Gründung der Republik Tunesien 1957 vergeben.

## Ordensklassen
Der Orden bestand aus fünf Klassen:
- Großkreuz
- Großoffizier
- Kommandeur
- Offizier
- Ritter

## Ordensdekoration
Ein zehnspitziger Stern mit wechselnden grünen und roten Spitzen war in den Winkeln mit silbernen, brillantierten Strahlen gefüllt. In der Mitte lag ein grün emailliertes Medaillon auf und zeigte den Namenszug des Herrschers Bey von Tunesien. Der umgebende Reif war brillantiert. Über dem Stern war eine Silberschleife zum Befestigen des Ordensbandes.

## Ordensband und Trageweise
Des Ordensband war grün mit zwei roten Randstreifen an den Bandseiten. Großkreuze tragen den Orden am Schulterband von der rechten Schulter zur linken Hüfte. Ein zusätzlicher Stern, der großen Dekoration sehr ähnlich, wurde von den hohen Klassen auf der rechten Brust befestigt. Großoffizier trugen nur diese Zusatzstern, aber ohne Band. Die Kommandeure trugen das Insigne am Hals, Offiziere und Ritter auf der linken Brustseite. Für die Offiziere war das Band als Rosette gebunden. Auch die Dekoration war für Offiziere und Ritter kleiner, für letztere waren kein farbiges Emaille, sondern nur geschliffene Perlen vorgesehen.

## Bekannte Träger (Auswahl)
- Richard Wagner (1813–1883), Komponist - (Ausprägung unbekannt)[3]
- Alexis Lemaître MAfr (1864–1939), römisch-katholischer Erzbischof von Karthago – Großkreuz (1933)
- Robert Bréard (1894–1973), Komponist – Großkomtur (1939)
- Gilbert Charles-Picard (1913–1998), klassischer Archäologe – Komtur
- René Dedieu (1899–1985), Fußballspieler und -trainer – Stufe unbekannt
- Emile Dreyfus (1881–1965), Unternehmer und Mäzen – Großoffizierskreuz (1950)[4]
- Jes Leve Duysen (1820–1903), Klavierbauer – Komtur (1880)
- Henry Dunant (1828–1910), Geschäftsmann und späterer Mitbegründer des Roten Kreuzes – Stufe unbekannt (1860)[5]
- Gustave-Auguste Ferrié (1868–1932), Elektrotechniker und General – Großkomtur
- Jean Camille Formigé (1845–1926), Architekt – Offizierskreuz (1904)
- Alphonse Georges (1875–1951), General – Großkreuz
- Jacques Gosselin (1897–1953), Kolonialbeamter – Ritterkreuz
- Charles-Philippe Larivière (1798–1876), Maler und Grafiker – Stufe unbekannt
- Woldemar Lippert (1861–1937), Historiker und Archivar – Kommandeur
- Wilhelm Franz von Habsburg-Lothringen (1895–1948) – Oberst in der Armee Ukrainische Volksrepublik
- Jules Marouzeau (1878–1964), klassischer Philologe – Stufe unbekannt[6]
- Pierre Messmer (1916–2007), Politiker – Komtur
- Frédéric Monier (1842–1908), Industrieller und Politiker – Großkomtur
- Jean Rapenne (1901–1952), Kolonialbeamter – Großkomtur
- Georg Sibbern (1816–1901), Diplomat und Politiker – Großkreuz
- Walter Bedell Smith (1895–1961), General, CIA-Direktor und Diplomat – Großkreuz
- Guido Stache (1833–1921), Geologe und Paläontologe – Komtur (1872)[7]
- Théophile Tellier (1872–1955), Kolonialbeamter – Offizierskreuz (1907)